# Angua von Überwald
Angua von Überwald (nacida Delphine Angua von Überwald, en Überwald) es un personaje ficticio de la Saga de Mundodisco del escritor Terry Prattchet. Ella pertenece a la Guardia Nocturna de la ciudad de Ankh-Morpork con el rango de capitana. Desciende de una de las familias de hombres-lobo más influyentes de toda la región de Überwald. Puede cambiar de forma a voluntad. Posee en cualquiera de sus formas un sentido del olfato y fuerza desarrollados. Su única debilidad es la plata. Ha mantenido una relación de largo tiempo con el Capitán Zanahoria.

## Personalidad
Determinada y decidida en su trabajo. Es muy insegura en lo personal.
Extremadamente valiente, es invulnerable a casi todas las armas e incluso el poderoso devolver de Leonardo da Quim solo la inmovilizó por un tiempo.
Considera a Zanahoria su amo y llega a afirmar que si él silba ella va.
Desprecia a los golems ya que los considera no vivos aunque esto empieza a cambiar durante los eventos de Pies de barro.